# Динен стереотип
Диненият стереотип (на английски език: Watermelon stereotype) представлява противоречиво и отчасти погрешно схващане на жителите на САЩ от европейски произход за това, че техните съграждани от афроамерикански произход изпитват изключително голямо желание да консумират диня. Този стереотип, водещ началото си от времената, в които робството в Америка все още е било в рамките на закона, продължава да съществува.

## Кратка история
Динята се възприема като едно от основните средства за идентифицирането на проявите на расизъм в Съединените щати. Истинността на този стереотип е поставяна под въпрос неколкократно, като според проучване, осъществено в периода 1994 – 1996 година, афроамериканците, съставляващи към този момент 12,5% от населението на страната, са отговорни за едва 11,5% от съвкупната консумация на дини в САЩ.
Въпреки че произходът на този стереотип не може да бъде определен с точност, той най-вероятно датира от времената на робството. Защитниците на робството като идеология използвали динята за да окачествят афроамериканците като „простовати човешки същества, които са доволни когато от време на време им подхвърлиш някоя диня и да им дадеш малко почивка“. В продължение на няколко десетилетия в края на XIX и началото на XX век този стереотип се радва на широка популярност в карикатурата, скулптурата и музиката, като служи дори и за декоративен мотив за опаковките на стоки, предназначени за всекидневна употреба. Дори и след избирането на Барак Обама за президент на САЩ през 2008 година, този стереотип продължава да бъде използван от политическите му опоненти, както и да се радва на нестихваща популярност сред обикновените американски граждани.